# Artigli di tigre - Il ritorno
Artigli di tigre - Il ritorno (No Retreat, No Surrender 2, conosciuto anche col titolo No Retreat, No Surrender 2: Raging Thunder e Raging Thunder) è un film del 1987 diretto da Corey Yuen.

## Sequel
Nel 1990 uscì Quando la vendetta ha 4 braccia! (No Retreat, No Surrender 3: Blood Brothers).